# Schwyzer Alpen
De Schwyzer Alpen zijn een bergketen in Zwitserland. Het ligt in het noordoosten van de westelijke Alpen en omvat het kanton Schwyz, evenals delen van de kantons Luzern, Zug, Uri en Glarus.

## Locatie en gebied
Het gebied met een oppervlakte van 1.400 km² wordt begrensd (met de klok mee vanuit het noorden) door Linth, Fätschbach, Klausenpas, Vorder Schächen, Schächen, Reuss, het Vierwoudstrekenmeer, het Meer van Zug en het Meer van Zürich en heeft een oppervlakte van 1.400 km².
De gebergtegroep is zeer divers: van zacht glooiende vooralpiene bergen in het noorden, die gedeeltelijk worden onderbroken door steile rotsen, tot hoge alpiene toppen in de buurt van de drieduizendmetergrens in het zuidoosten, er zijn veel variaties in de vorm en het karakter van de bergen.
Het gebied is niet alleen omgeven door talrijke meren, maar heeft er ook enkele binnen, zoals: Sihlsee, Ägerisee, Lauerzersee, Obersee, Wägitalersee en Klöntalersee.
De volgende woonkernen liggen in de Schwyzer Alpen: Muotathal, Schwyz, Goldau, Steinen, Sattel, Rothenthurm en Einsiedeln. Aan de rand van de berggroep liggen Pfäffikon, Niederurnen, Näfels, Glarus, Linthal, Altdorf, Brunnen, Gersau, Vitznau, Weggis, Zug en Wädenswil dat behoort tot het kanton Zürich.

## Hoogste toppen
- Bächistock (2915 m)
- Vrenelisgärtli (2905 m)
- Ruchen (2901 m)
- Bös Fulen (2801 m)
- Schächentaler Windgällen (2764 m)
- Grisset (2723 m)
- Ortstock (2717 m)
- Höch Turm (2666 m)
- Rad (2661 m)
- Inner Füürberg (2627 m)